# Myron Brown
Julian Myron Brown (McKees Rocks, 3 novembre 1969) è un ex cestista statunitense, professionista nella NBA, in Italia e in Sudamerica.

## Carriera
È stato selezionato dai Minnesota Timberwolves al secondo giro del Draft NBA 1991 (34ª scelta assoluta).

## Palmarès
- Coppa Korać: 1

Scaligera Verona: 1997-98